# Dohrniphora caini
Dohrniphora caini är en tvåvingeart som beskrevs av Ronald Henry Lambert Disney 1990. Dohrniphora caini ingår i släktet Dohrniphora och familjen puckelflugor. Inga underarter finns listade i Catalogue of Life.